# François-Jean de Chastellux
François-Jean de Chastellux (Parigi, 5 maggio 1734 – Parigi, 24 ottobre 1788) è stato un generale e storico francese.
Combatté durante la rivoluzione americana e fu il sesto membro dell'Académie française a occupare il seggio numero 2.

## Gli inizi
Marchese di Chastellux, da principio diventò famoso come scrittore, storico e filosofo. Fu eletto all'Académie française nel 1775 e fu membro della Massoneria.

## Carriera militare
Partecipò alla rivoluzione americana come maggior generale, al seguito del comandante in capo della forza francese, il generale Jean-Baptiste Donatien de Vimeur de Rochambeau. Grazie alla buona conoscenza della lingua inglese e alla grande adesione ideologica alla causa americana, entrò in buoni rapporti con George Washington, con il quale restò a lungo in contatto. Dopo il suo ritorno in Francia intrattenne una corrispondenza con Thomas Jefferson, allora rappresentante americano a Parigi.

## La carriera letteraria dopo il ritorno in Francia
Nel 1788, dopo il ritorno in Francia, scrisse un memoriale in due volumi sulla sua esperienza in America, inclusi i viaggi intrapresi dopo la fine della guerra. Morì a Parigi in quello stesso anno. La sua descrizione di Washington, definito come un grande leader dai tratti profondamente umani, fu considerata come una delle migliori dai suoi contemporanei.

## Opere
- Essai sur l'union de la poésie et de la musique (1765).
- De la Félicité publique, ou Considérations sur le sort des hommes, dans les différentes époques de l'histoire (1772).
- Iphigénie en Aulide, opéra (1773).
- Éloge de M. Helvétius (1774).
- Voyages de M. le Marquis de Chastellux dans l'Amérique septentrionale, dans les années 1780, 1781 et 1782 in due volumi, Prault, Imprimeur du Roi (1788).